# Kriegerdenkmal Heeren

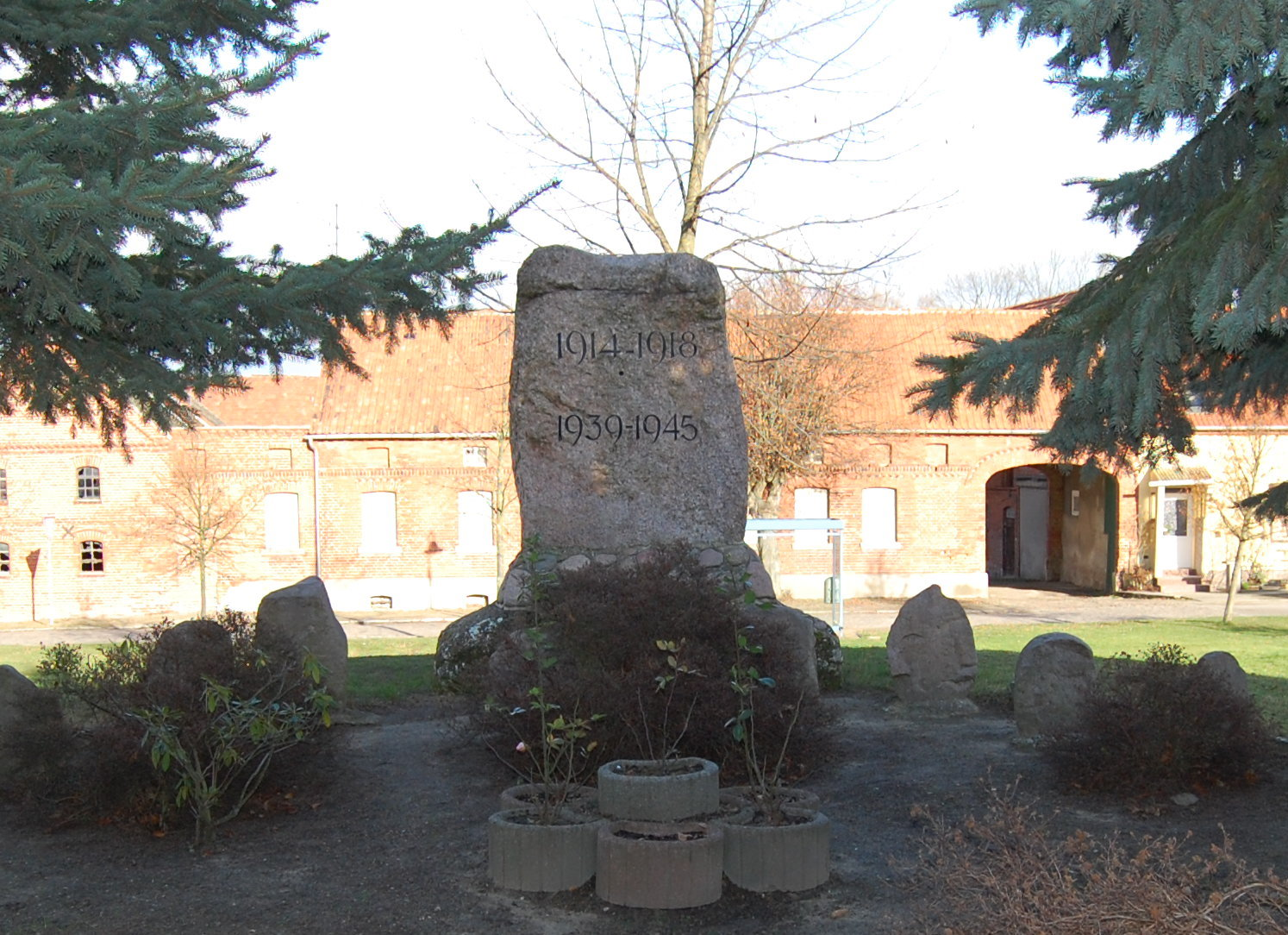
Hauptstein des Kriegerdenkmales in Heeren

Das Kriegerdenkmal Heeren ist ein denkmalgeschütztes Kriegerdenkmal im Ortsteil Heeren der Stadt Stendal in Sachsen-Anhalt. Im örtlichen Denkmalverzeichnis ist das Kriegerdenkmal unter der Erfassungsnummer 094 76710 als Kleindenkmal verzeichnet.
Das Kriegerdenkmal in Heeren befindet sich zentral im Ort auf einer Freifläche an der Kreuzung Sälinger Straße und Ostheerener Straße. Es wurde auch die Straße Am Denkmal im Ort nach dem Denkmal benannt. Bei dem Kriegerdenkmal in Heeren handelt es sich um eine kleine Gedenkanlage für die Gefallenen des Ersten Weltkriegs und des Zweiten Weltkriegs. Sie besteht aus einem ca. 35 Tonnen schweren Findling mit der Inschrift 1914–1918 und 1939–1945, um den Feldsteine gruppiert sind. In die Feldsteine sind die Namen der Gefallenen eingraviert.